# World Dream
El World Dream es un crucero de la clase Breakaway que operó para Resorts World Cruises. Inicialmente se ordenó con el mismo nombre para Star Cruises. El barco fue diseñado para el mercado asiático de cruceros y cuenta con una gran cantidad de restaurantes junto con un casino y camarotes especialmente diseñados. Fue nombrada formalmente el 17 de noviembre de 2017 por Cecilia Lim, esposa del CEO de Genting, Lim Kok Thay, quien se convirtió en madrina del barco.
El 16 de noviembre de 2017, Dream Cruises creó un modelo Lego del barco de 8,44 metros (27 pies 8 pulgadas), el modelo más grande de este tipo de un crucero, que se encuentra en exhibición permanente en la terminal de cruceros Kai Tak en Hong Kong.
El barco fue diseñado y ordenado originalmente para Star Cruises , pero fue transferido a Dream Cruises durante la construcción.
El 1 de marzo de 2022, Dream Cruises anunció que su World Dream Vessel dejaría de operar el 2 de marzo de 2022 después de su último regreso a la costa el 2 de marzo.
Estuvo fuera de servicio; atracado en Changi General Purpose Anchorage en espera de ser subastado por el Sheriff de Singapur.
Fue adquirido por la naviera saudí Aroya Cruises a finales de 2022 y comenzará a operar renovado el 16 de diciembre de 2024

Zonas de navegación: Mar Rojo, Mar Mediterráneo, Golfo Pérsico